# Agnières
Agnières là một xã trong vùng Hauts-de-France, thuộc tỉnh Pas-de-Calais, quận Arras, tổng Aubigny-en-Artois. Tọa độ địa lý của xã là 50° 21' vĩ độ bắc, 02° 36' kinh độ đông. Agnières nằm trên độ cao trung bình là 90 mét trên mực nước biển, có điểm thấp nhất là 87 mét và điểm cao nhất là 131 mét. Xã có diện tích 3,25 km², dân số vào thời điểm 1999 là 150 người; mật độ dân số là 46 người/km².

## Thông tin nhân khẩu
| 1962 | 1968 | 1975 | 1982 | 1990 | 1999 |
| ---- | ---- | ---- | ---- | ---- | ---- |
| 148  | 153  | 170  | 174  | 185  | 150  |